# Ludger Wöste
Ludger Wöste (* 2. Mai 1946 in Emsbüren) ist ein deutscher Physiker und Hochschullehrer an der FU Berlin.
Wöste studierte ab 1965 Physik und Elektrotechnik an der RWTH Aachen und ab 1968 Physik an der Universität Bonn mit dem Diplom bei Herbert Walther 1972 (Ablenkung eines Natrium-Atomstrahls im Strahlungsfeld eines Farbstofflasers) und 1973 bis 1978 Assistent von E. Schumacher an der Universität Bern, wo er 1978 promoviert wurde (Massenselektive Laserspektroskopie an Metallatomclustern). Als Post-Doktorand war er bis 1980 bei Richard N. Zare an der Stanford University, wo er sich mit Laserchemie befasste (Reaktionen an optisch orientierten Molekülen) und danach war er bis 1987 Projektleiter (Photodynamisches Verhalten von Metallclustern) und Lehrbeauftragter an der École polytechnique fédérale de Lausanne, ab 1981 als Forschungsleiter für Laseranwendungen. 1984 war er Gastprofessor am Laboratoire Aimé Cotton der Universität Paris-Süd und befasste sich dort mit dem Übergang vom Nichtleiter zum leitenden Metall in Quecksilberclustern. Ab 1989 war er Professor an der FU Berlin und 2007 bis 2008 Dekan des Fachbereichs Physik. Seit 2014 ist er Wilhelm und Else Heraeus-Seniorprofessor für neue Lehrkonzepte in der Physik.
Er befasst sich mit Anwendungen der Laserspektroskopie und Laserchemie (Ultrakurzzeit-Spektroskopie, Katalyse, Cluster, Optische Fernerkundung der Atmosphäre) und auch mit Physikpädagogik – unter anderem entwickelte er einen Baukasten für Demonstrationsversuche an Schulen rund um die Massenspektrometrie und den Laser (u. a. eine Paul-Falle).
2006 erhielt er den Gay-Lussac-Humboldt-Preis und 1999 den Marian-Smoluchowski-Emil-Warburg-Physikpreis. 2004 war er Honorarprofessor an der Universität Nanjing. 2007 wurde er Ritter des Ordre national du Mérite.
Er ist Ehrendoktor der Universität Timisoara und der Universität Lyon I. Wöste hält 13 Patente und von ihm stammen über 320 wissenschaftliche Veröffentlichungen.
Wöste ist verheiratet und hat drei Kinder.

## Schriften
- Herausgeber mit Oliver Kühn: Analysis and control of ultrafast photoinduced reactions, Springer 2007
- Herausgeber mit Jörn Manz: Femtosecond chemistry, 2 Bände, VCH 1995